# 東部運送
東部運送株式会社（とうぶうんそう）は、新潟県新潟市秋葉区川口に本社を置く運送会社。
1948年8月に新潟自動車株式会社から分離するかたちで設立された。運輸業を中心に事業を拡大し、新潟県内各地のほか福島県会津若松市と東京都江東区に営業所を持つ。2003年からデジタルタコグラフを導入して合理化を推進している。
「新潟県の物流コーディネータ」を自称し、安全性優良事業所認定・グリーン経営認証を受けるなど、安全・環境に力を入れている。2005年には、物流拠点の集約によってCO2排出量を32%削減する計画が国土交通省から流通業務の総合化及び効率化の促進に関する法律に基づく「総合効率化計画」として認定されている。一方で2009年3月には運転者に対する過労防止措置を怠っていたとして北陸信越運輸局から厳重注意を受けている。現在、ISO9001・ISO14001取得を目指している。

## 営業種目
- 一般貨物自動車運送業
- 貨物運送取扱事業
- 通運事業
- 土木建設請負業
- 砂利採取販売事業
- 自動車整備業
- 損害保険代理業
- 倉庫業
- 労働者派遣事業
- 通関業

## 営業所
- 本社

新潟県新潟市秋葉区川口580-21
- 本社陸運支店

新潟県新潟市秋葉区川口580-21
- 整備工場

新潟県新潟市秋葉区滝谷町6-17
- 安田営業所

新潟県阿賀野市保田4207
- 型枠センター

新潟県阿賀野市保田6953
- 長岡営業所

新潟県長岡市灰島新田923-14
- 会津若松営業所

福島県会津若松市高野町橋本木流66
- 東京営業所

東京都江東区木場2-7-3マンション木場103号
- 新潟営業所

新潟県新潟市東区紫竹卸新町2013-4
- 西蒲営業所

新潟県新潟市西蒲区称名918農協牛乳内
- 新発田物流センター

新潟県新発田市冨塚町2-4-28株式会社イトウ内
- 東港物流営業所

新潟県北蒲原郡聖籠町東港5-1923-1
- 通関センター

新潟県北蒲原郡聖籠町東港5-1923-1
- 新潟南営業所

新潟県新潟市西蒲区井随千日1758